# Voltadora de Ca n'Escarrinxo
La Voltadora de Ca n'Escarrinxo fue una instalación de ciclismo en pista al aire libre situada en el municipio español de Pollensa, en las Islas Baleares, existente entre 1963 y 1966.

## Historia
En 1956 se fundó el Club Ciclista Pollensa con el objetivo de canalizar la afición ciclista existente a la población y pronto se pensó en la construcción de una pista ciclista para la disputa de carreras en pista, complementando las pruebas en carretera. Más adelante, el Club Pollensa, sociedad deportiva y recreativa de la localidad, impulsó su construcción. La pista se construyó en el campo de fútbol de Ca n'Escarrinxo y fue inaugurada el 29 de junio de 1963, coincidiendo con los actos conmemorativos de la fundación de la entidad recreativa.
Su ubicación creó constantes desavenencias entre aficionados al fútbol y al ciclismo, ya que no se construyó alrededor del terreno de juego sino atravesándolo, es decir, con los peraltes de hormigón sobresalientes en los laterales del campo y las rectas atravesando el terreno de juego. A medida que el fútbol ganaba protagonismo en el panorama local y el ciclismo lo perdía la pista iría perdiendo protagonismo, hasta terminar en desuso.
Después de 1966 no vuelve a acoger carreras e iría desapareciendo paulatinamente, a medida que el campo de fútbol se reformaba y ampliaba. Actualmente todavía sobrevive, como reliquia del pasado, el peralte norte de la pista.

## Eventos
La competición más destacada que acogió fue el Torneo Intervelódromos celebrado en 1964 entre equipos de las cuatro pistas más destacadas en ese momento en Mallorca: Velódromo de Tirador (Palma), Velódromo de Campos, Voltadora de Villafranca y Ca n'Escarrinxo.
- Torneo Intervelódromos: 1964[4]

Además, recibió la visita de Federico Martín Bahamontes y su equipo ciclista, el Margnat-Paloma, en las pruebas disputadas el 2 de febrero de 1964.